# Trichoderma aureoviride
Trichodérma aureovíride (лат.) — вид грибов-аскомицетов, относящийся к роду триходерма (Trichoderma) семейства гипокрейные (Hypocreaceae). Ранее это название использовалось только для обозначения анаморфной стадии гриба, а телеоморфа именовалась Hypócrea aureovíridis.
Один из наиболее медленнорастущих видов рода.

## Описание
На кукурузно-декстрозном агаре колонии при 25 °C на 3-и сутки 1 см в диаметре, в среду выделяется жёлто-коричневый пигмент. Спороношение появляется на вторые сутки, на пятые сутки приобретает зелёную окраску, сконцентрировано в расположенных концентрическими кругами или случайно подушечках.
На картофельно-декстрозном агаре колонии на 3-и сутки до 0,5 см в диаметре, с неправильно-лопастным краем. Запах, если имеется, слабый, грибной. Спороношение появляется на вторые сутки, окрашивается в зелёные тона к третьей неделе, на гифах воздушного мицелия и на вееровидных скоплениях гиф.
Колонии на агаре с 2 % солодовым экстрактом на 4-е сутки 1—2,5 см в диаметре. Реверс коричнево-жёлтый. Конидиальное спороношение сконцентрировано в небольших тускло-зелёных подушечках.
Конидиеносцы неправильно и асимметрично разветвлённые, без выделяющейся главной оси. Фиалиды от одиночных до мутовчато сближенных по 2—3, 7—18 × 2—2,5 мкм, фляговидные, прямые до загнутых. Конидии бледно-зелёные, почти шаровидные или эллипсоидальные, 3—4 × 2—2,6 мкм, гладкостенные.
Телеоморфа образует золотисто-жёлтые подушковидные стромы 1—10 мм в диаметре, иногда срастающиеся, с тёмно-зелёными до чёрных отверстиями перитециев. Аскоспоры зелёные, бородавчатые, двуклеточные, быстро распадающиеся на равные клетки.

## Экология и значение
Телеоморфа известна только из Европы, наиболее часто обнаруживается в Атлантической Европе. Встречается на сильноразложенном древесном опаде.

## Таксономия
Trichoderma aureoviride Rifai, Mycol. Pap. 116: 34 (1969).